# Ian Atkins
Ian Leslie Atkins (Birmingham, 16 gennaio 1957) è un allenatore di calcio ed ex calciatore inglese, di ruolo difensore.

## Caratteristiche tecniche
Era un difensore centrale.

## Carriera

### Giocatore
Esordisce tra i professionisti non ancora maggiorenne nella stagione 1974-1975 nella quarta divisione inglese con lo Shrewsbury Town, conquistando una promozione in terza divisione già nella sua prima stagione. Negli anni seguenti si impone nella formazione titolare del club, con cui vince la Third Division 1978-1979 e due edizioni della Coppa del Galles. A seguito della promozione, gioca quindi per un triennio in seconda divisione, fino a quando nel 1982 viene ceduto per 80000 sterline al Sunderland, club con cui nella stagione 1982-1983 all'età di 25 anni esordisce in prima divisione. Dopo un biennio da titolare (77 presenze e 2 reti) passa all'Everton per 60000 sterline, rimanendo nel club fino al settembre del 1985: la sua parentesi alle Toffees dal punto di vista individuale è negativa (totalizza solamente 7 presenze ed una rete in prima divisione), ma a livello di squadra è di fatto la parentesi di maggior successo della sua carriera: nella stagione 1984-1985 vince infatti sia il campionato inglese che la Coppa delle Coppe, a cui aggiunge il FA Charity Shield 1985.
Torna a giocare da titolare nella stagione 1985-1986, con l'Ipswich Town, altro club di prima divisione che lo preleva per 100000 sterline dall'Everton; a fine anno il club retrocede in seconda divisione, categoria nella quale Atkins gioca per il successivo biennio, fino al 1988, per un totale di 77 presenze e 4 reti in partite di campionato con il club nell'arco del suo triennio di permanenza. Dal 1988 al 1990 gioca al Birmingham City, club della sua città natale: nella prima stagione è in seconda divisione, mentre nella stagione 1989-1990 gioca in terza divisione in seguito alla retrocessione subita nel campionato precedente. Dal 1990 al 1994, anno del suo definitivo ritiro, ricopre il ruolo di giocatore ed allenatore (o vice allenatore, nel caso della sua seconda esperienza al Birmingham City) in vari club tra la terza e la quarta divisione inglese, con l'unica eccezione del Colchester Utd, militante in Football Conference (quinta divisione e più alto livello calcistico inglese al di fuori della Football League), club con cui peraltro ottiene un secondo posto in classifica sfiorando quindi la promozione in quarta divisione.
In carriera ha totalizzato complessivamente 550 presenze e 72 reti nei campionati della Football League.

### Allenatore
L'annata trascorsa al Colchester United è la sua prima da allenatore; l'anno seguente è vice al Birmingham City, con cui conquista una promozione dalla terza alla seconda divisione. Lavora quindi come detto in precedenza con il doppio ruolo di giocatore ed allenatore per Cambridge Utd e Doncaster, entrambi in quarta divisione, con nel mezzo una breve parentesi solamente da vice (e non anche da giocatore) al Sunderland.
Il 10 gennaio 1995, dopo un periodo senza squadra, inizia la sua prima vera esperienza solamente da allenatore, accasandosi in quarta divisione al Northampton Town; i suoi primi anni al club sono ricchi di successi: nella stagione 1994-1995 grazie ad un miglioramento del rendimento della squadra dopo il suo arrivo conquista infatti la salvezza, a cui fa seguito un undicesimo posto in classifica nel campionato successivo. Nella stagione 1996-1997 vince invece i play-off, conquistando la promozione in terza divisione: il primo anno nella nuova categoria vede i Cobblers conquistare un quarto posto in classifica e perdere la finale play-off contro il Grimsby Town. L'anno seguente arriva però una retrocessione in quarta divisione e, complice anche un inizio di campionato non particolarmente positivo nella stagione 1999-2000, il 7 ottobre 1999 Atkins viene esonerato.
Torna ad allenare già nella seconda parte della stagione 1999-2000: il 20 gennaio 2000 viene infatti ingaggiato dal Chester City, club di quarta divisione, che però a fine campionato lo esonera dopo essere retrocesso. L'anno seguente continua ad allenare in quarta divisione, al Carlisle Utd: pur conquistando la salvezza, a fine anno viene esonerato dal proprietario del club Michale Kinghton; l'anno seguente lavora per alcuni mesi come vice di Alan Cork al Cardiff City, lasciando però il club già nell'ottobre del 2001 per andare all'Oxford Utd, club appena retrocesso in quarta divisione. La sua prima stagione nel nuovo club si conclude con una sofferta salvezza, mentre nella stagione 2002-2003, dopo aver trascorso la quasi totalità del campionato tra le posizioni di classifica che garantivano la promozione diretta e quelle che invece garantivano l'accesso ai play-off, a causa di un calo di rendimento nella parte finale dell'annata finisce per mancare anche questo secondo obiettivo, chiudendo il campionato all'ottavo posto il classifica (il primo fuori dai play-off). Nel marzo del 2004, con la squadra in piena zona retrocessione, Atkins viene prima sospeso dal suo incarico e poi esonerato per aver manifestato il proprio interesse al ruolo di allenatore dei Bristol Rovers ed aver discusso con la dirigenza di questo stesso club riguardo alla possibilità di una sua assunzione, peraltro avvenuta dopo un mese dal suo esonero dall'Oxford United. Dopo un dodicesimo posto nel campionato 2004-2005, viene però esonerato il 22 settembre 2005 dopo un brutto inizio di stagione. Torna ad allenare nelle ultime 5 partite della stagione 2005-2006, quando viene ingaggiato dal Torquay Utd, sempre in quarta divisione, club che si trovava in piena zona retrocessione e che sembrava destinato alla retrocessione: grazie a 4 vittorie ed un pareggio nelle 5 partite allenate da Atkins, il club riesce però a sorpresa a mantenere la categoria, riconfermato Atkins anche per la stagione successiva. Il 4 dicembre 2006 viene tuttavia esonerato e sostituito in panchina da Luboš Kubík. Negli anni seguenti, abbandonata la carriera da allenatore, lavora come osservatore per vari club di prima divisione (Sunderland, Everton, Aston Villa e Wolverhampton).

## Palmarès

### Giocatore

#### Competizioni nazionali
- Campionato inglese: 1

Everton: 1984-1985
- FA Charity Shield: 1

Everton: 1985
- Coppa del Galles: 2

Shrewsbury Town: 1976-1977, 1978-1979
- Third Division: 1

Shrewsbury Town: 1978-1979

#### Competizioni internazionali
- Coppa delle Coppe: 1

Everton: 1984-1985